# Paramicrocranaus difficilis
Paramicrocranaus difficilis – gatunek kosarza z podrzędu Laniatores i rodziny Manaosbiidae. Jedyny znany przedstawiciel monotypowego rodzaju Paramicrocranaus.

## Występowanie
Gatunek wykazany z Brazylii.